# SPC Vojvodina
Lo SPC Vojvodina (in serbo Спортски и пословни центар "Војводина"?, Sportski i poslovni centar "Vojvodina"), noto anche solo con l'abbrevizione di SPENS, è un'arena coperta di Novi Sad.

## Storia e descrizione
I lavori di costruzione sono iniziati nel 1979, per poi essere inaugurato il 14 aprile 1981; al suo interno vengono disputati di incontri casalinghi di squadre di pallavolo, pallacanestro e pallamano, oltre che eventi e concerti.